# Потулово (Новгородская область)
Потулово — деревня в Пестовском муниципальном районе Новгородской области. Входит в состав Богословского сельского поселения. Население в 2009 году было 29 человек, по всероссийской переписи населения 2010 года — 22 человека (12 мужчин и 10 женщин)
Площадь территории деревни — 13,1 га.
Потулово находится на высоте 153 м над уровнем моря, в 1 км к северу от посёлка при станции Абросово.

## История
С 1937 года (по 1958 год) в Потулово действовала машинно-тракторная станция (МТС), Потулово тода было в составе Осиповского сельсовета с центром в деревне Осипово Пестовского района Ленинградской области. По Указу Президиума Верховного Совета СССР от 5 июля 1944 года Пестовский район был передан из Ленинградской области во вновь образованную Новгородскую область. Решением Новгородского облисполкома от 9 марта 1971 года № 108 центр Осиповского сельсовета был перенесён из деревни Осипово в посёлок при станции Абросово и деревня стала относится к Абросовскому сельсовету.
С принятием закона от 6 июля 1991 года «О местном самоуправлении в РСФСР» была образована Администрация Абросовского сельсовета (Абросовская сельская администрация), затем Указом Президента РФ № 1617 от 9 октября 1993 года «О реформе представительных органов власти и органов местного самоуправления в Российской Федерации» деятельность Абросовского сельского Совета была досрочно прекращена, а его полномочия переданы Администрации Абросовского сельсовета. По результатам муниципальной реформы, с 2005 года деревня входит в состав муниципального образования — Богословское сельское поселение Пестовского муниципального района (местное самоуправление), по административно-территориальному устройству подчинена администрации Богословского сельского поселения Пестовского района. Богословское сельское поселение с административным центром в деревне Богослово было создано путём объединения территории трёх сельских администраций: Богословской, Абросовской, Брякуновской. В 2012 году Новгородская областная дума (постановлением № 50-5 ОД от 25.01.2012) постановила уведомить Правительство Российской Федерации об упразднении в числе прочих Абросовского сельсовета Пестовского района.